# 「アフリカの角」地域統合任務部隊
「アフリカの角」地域統合任務部隊（「アフリカのつの」ちいきとうごうにんむぶたい、英語：Combined Joint Task Force – Horn of Africa, CJTF-HOA）、もしくは「アフリカの角」統合任務部隊（「アフリカのつの」とうごうにんむぶたい）は、米国アフリカ軍（AFRICOM）の統合任務部隊である。2001年9月11日の同時多発テロ事件に対するアメリカ合衆国の対応の一環として、アフリカの角における不朽の自由作戦（OEF-HOA）の下、発足した。

## 概要

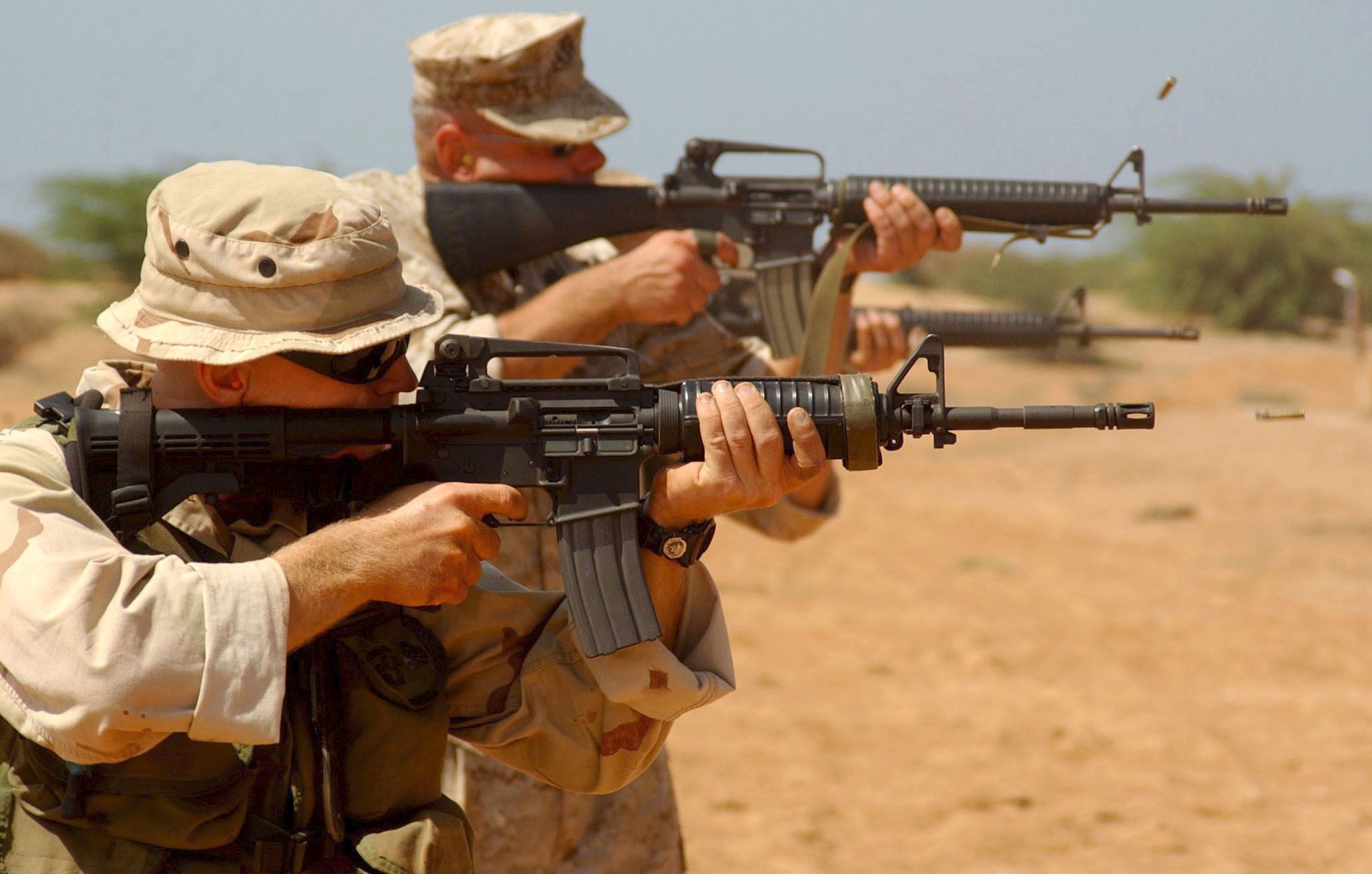
2003年3月、活動の一環として行われたM4、M16を使用した射撃訓練

CJTF-HOAの任務は、パートナー国の能力を高め、地域の安全と安定を促進し、紛争を解消し、米国と同盟国の利益を守るために、当該地域で統合軍事作戦を実施することである。
CJTF-HOAは、米軍および同盟国からの約2,000人の軍人、軍属で構成されており、現在、スーダン、ソマリア、ジブチ、エチオピア、エリトリア、セイシェル、ケニアを主な作戦地域としている。そのほかにもモーリシャス、コモロ、リベリア、ルワンダ、ウガンダ、タンザニアにおいても活動を展開している。 
CJTF-HOAの作戦は、米軍が「間接アプローチ戦略」と呼んでいるもので、軍事作戦や民事作戦、主要指導者への関与およびパートナー国への支援を中心に行われている。井戸の掘削による安全な水の供給や学校施設を建設、道路の整備、医療施設の改善などの短期的支援を行う。長期的な目標は、パートナー国と協力して国や地域の安定と安全を向上させることである。地域の安定性を高めるために、民生支援、地元の政府軍への訓練、エンジニアリング・人道支援、医療・歯科・獣医の市民活動プログラム（MEDCAP、DENTCAP、VETCAP）（英語版）、国境・沿岸地域の防衛訓練、対IED（C-IED）訓練などの能力向上活動を行っている。CJTF-HOAは、米軍各部門からの約1,800人の隊員と文官、そして同盟国やパートナー国の代表者から構成される。

## 司令官

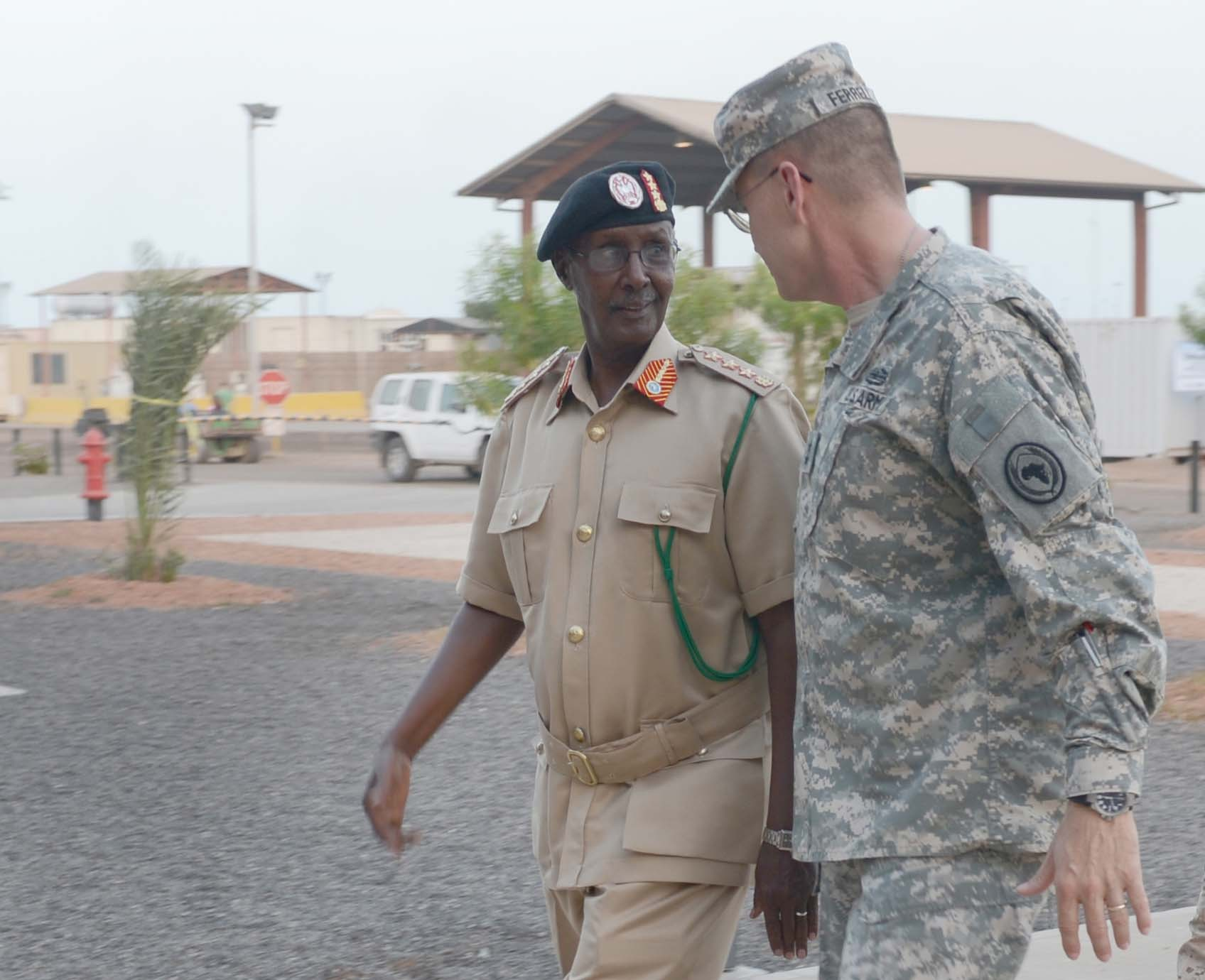
ジブチ、キャンプ・レモニエのギャレーに向かう「アフリカの角」統合任務部隊司令官、テリー・フェレル少将とソマリア軍（英語）のダヒール・アダン・エルミ大将（英語）2013年5月。

発足当初、統合任務部隊の司令部は揚陸指揮艦マウント・ホイットニー艦内に置かれており、第2海兵師団司令部と第2海兵遠征軍(IIMEF)の要員から構成されていた。2004年5月からキャンプ・レモニエに移動。
| 代 | 階級       | 氏名                              | 在任期間                      | 備考等            |
| -- | ---------- | --------------------------------- | ----------------------------- | ----------------- |
| 1  | 海兵隊少将 | ジョン・F・サトラー               | 2002年11月 - 2003年8月        | [ 10 ]            |
| 2  | 海兵隊少将 | サミュエル・T・ヘランド           | 2004年5月 - 2005年5月         |                   |
| 3  | 海兵隊少将 | ティモシー・F・ゴームリー         | 2005年5月17日 - 2006年4月12日 | [ 11 ]            |
| 4  | 海軍少将   | リチャード・W・ハント             | 2006年4月12日 - 2007年2月14日 | 第6空母打撃群司令 |
| 5  | 海軍少将   | ジェームズ・M・ハート             | 2007年2月14日 - 2008年2月3日  | [ 13 ]            |
| 6  | 海軍少将   | フィリップ・H・グリーン・ジュニア | 2008年2月8日 - 2009年2月5日   | [ 14 ]            |
| 7  | 海軍少将   | アンソニー・クルター              | 2009年2月5日 - 2010年3月27日  | [ 15 ] [ 16 ]     |
| 8  | 海軍少将   | ブライアン・L・ローシー           | 2010年3月27日 - 2011年5月19日 |                   |
| 9  | 海軍少将   | マイケル・T・フランケン           | 2011年5月11日 - 2012年5月26日 |                   |
| 10 | 陸軍少将   | ラルフ・O・ベイカー               | 2012年5月26日 - 2013年3月28日 | [ 17 ]            |
| 11 | 陸軍少将   | テリー・フェレル                  | 2013年3月 - 2014年1月         | [ 18 ]            |
| 12 | 陸軍少将   | ウェイン・グリグスビー・ジュニア  | 2014年1月 - 2015年4月         | [ 19 ]            |
| 13 | 陸軍少将   | マーク・R・スタマー               | 2015年4月 - 2016年4月         | [ 20 ]            |
| 14 | 陸軍少将   | カート・L・ゾンターク             | 2016年4月 - 2017年4月         | [ 21 ]            |
| 15 | 海兵隊准将 | デビッド・J・ファーネス           | 2017年4月 - 2018年5月         | [ 22 ]            |
| 16 | 陸軍准将   | ウィリアム・L・ザナ               | 2018年5月 - 2018年6月         | [ 23 ]            |
| 17 | 陸軍少将   | ジェームズ・D・クレイグ           | 2018年6月 - 2019年6月         | [ 24 ]            |
| 18 | 陸軍少将   | マイケル・D・トレロ               | 2019年6月 - 2020年6月         | [ 25 ]            |
| 19 | 陸軍少将   | ラプテ・C・フローラ               | 2020年6月 -                   | [ 26 ]            |

## 歴史

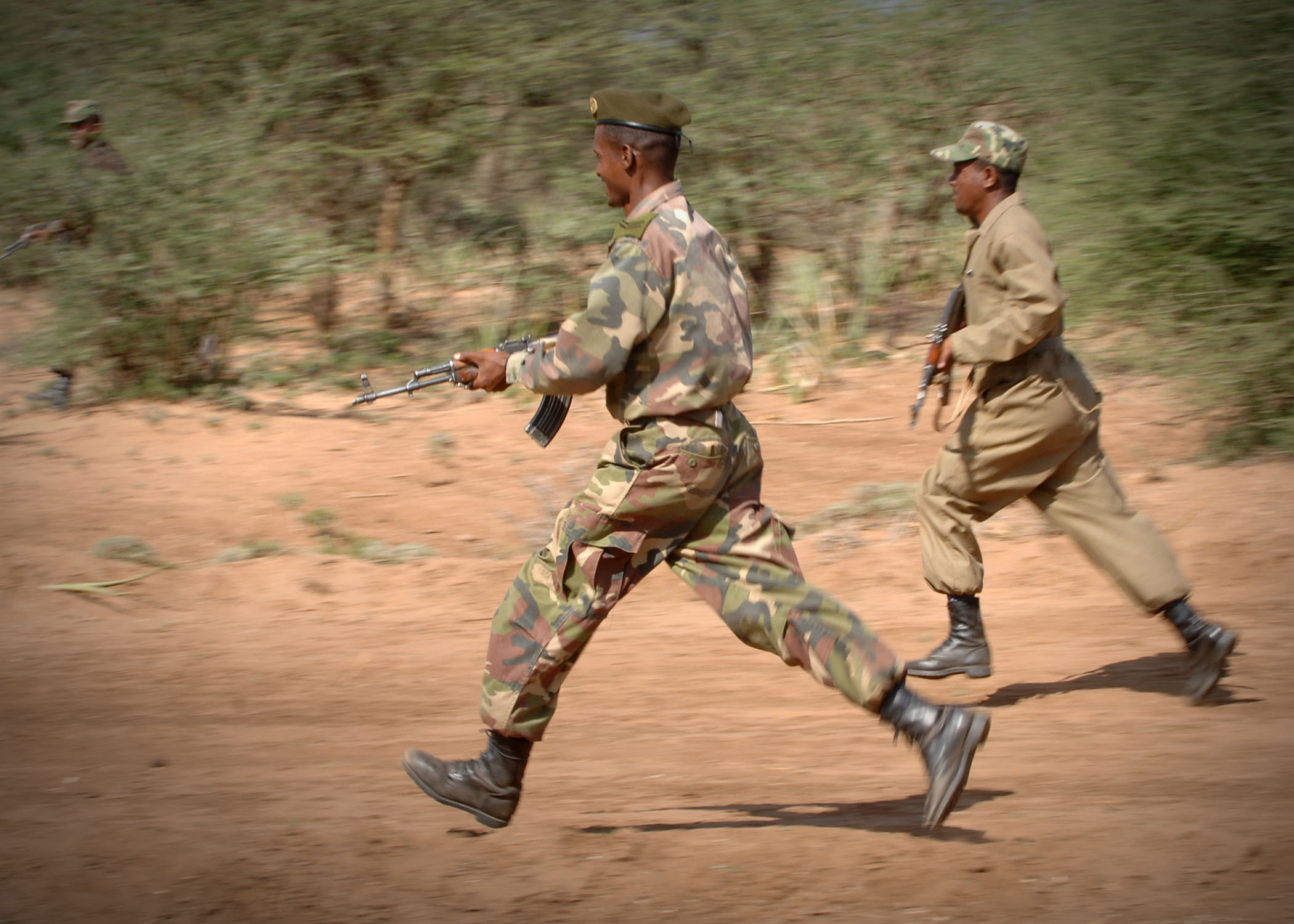
2006年12月、CJTF-HOAによる潜伏訓練に参加するエチオピア国防軍（英語）の兵士。

CJTF-HOAは、2002年10月19日にノースカロライナ州のキャンプ・レジューヌで発足した。 2002年11月、司令部要員はマウント・ホイットニーに乗艦、出発、2002年12月8日に「アフリカの角」に到着した。同司令部がジブチ共和国ジブチ市のキャンプ・レモニエに移動する2003年5月13日まで、マウント・ホイットニー艦上において司令部は作戦指揮に運用された。キャンプ・レモニエ移動後は、CJTF-HOA隊員は現地で診療所や病院、学校等の建設を進め、113以上の井戸を掘削、改修。数十件のMEDCAP、DENTCAP、VETCAP（市民活動プログラム）を実施した。パートナー国の軍隊と共同訓練を行った。
2004年1月時点で、指揮官たる海兵隊のマスティン・ロビソン准将以下、海兵隊、海軍、陸軍、空軍の支援、医療、司令部要員、海兵隊CH-53 スーパースタリオン4機からなるヘリコプター分遣隊、陸軍歩兵中隊、陸軍予備民事活動中隊、海軍の輸送機部隊と整備要員、特殊部隊が派遣されていた。 
2006年、ケニアで発生した4階建てビルの倒壊事故や2006年にジブチで発生した旅客フェリー転覆事故、同年エチオピアとケニアで発生した洪水の復旧作業など、現地での人道支援活動に従事してきた。また、2009年3月9日にビクトリア湖に墜落した南アフリカ共和国の航空会社エアロリフト（英語版）機IL-76の残骸の発見、回収において、ウガンダ政府を支援した。

### 指揮権移管

ジブチ陸軍のアハメド・サイード・ゲディ少佐より感謝状を授与されるCJTF-HOAおよびUSAFRICOMのスコット・ミクー上級曹長。2011年9月。

2008年10月1日、統合任務部隊と管轄地域における米軍指揮権がアメリカ中央軍からアメリカアフリカ軍（USAFRICOM）に移管された。

## 受章歴
共同功労部隊章
- 2002年10月1日〜2004年3月31日 - アメリカ中央軍（CENTCOM）「アフリカの角」地域統合任務部隊司令部
- 2004年4月1日〜2006年3月31日 - アメリカ中央軍（CENTCOM）「アフリカの角」地域統合任務部隊司令部
- 2006年4月1日〜2008年3月31日 - アメリカ中央軍（CENTCOM）「アフリカの角」地域統合任務部隊司令部
- 2008年4月1日〜2010年3月31日 - アメリカアフリカ軍（AFRICOM）「アフリカの角」地域統合任務部隊司令部
- 2010年4月1日〜2012年3月31日 - アメリカアフリカ軍（AFRICOM）「アフリカの角」地域統合任務部隊司令部
- 2012年4月1日〜2014年3月14日 - アメリカアフリカ軍（AFRICOM）「アフリカの角」地域統合任務部隊司令部
- 2014年4月1日〜2017年3月17日 - アメリカアフリカ軍（AFRICOM）「アフリカの角」地域統合任務部隊司令部
- 2017年4月1日〜2018年9月18日 - アメリカアフリカ軍（AFRICOM）「アフリカの角」地域統合任務部隊司令部 [28]